# Im Fischerhaus
Das Bild Im Fischerhaus ist ein Gemälde aus dem Frühwerk des deutschen Malers Lovis Corinth. Es zeigt eine Szene in einem Fischerhaus und wurde 1886 gemalt. Es wurde zuletzt im Jahr 2005 im Rahmen einer Großauktion beim Auktionshaus Christie’s verkauft und befindet sich in heute in Privatbesitz.

## Bildbeschreibung
Nach dem Werkverzeichnis von Charlotte Berend-Corinth handelt es sich um ein „in warmen, rötlichbraunen Tönen“ gemaltes Bild. Insgesamt sind auf dem Bild vier Personen in einem Raum dargestellt: ein Fischer, zwei Frauen und ein Mädchen. Im Vordergrund stehen eine Frau und das Mädchen, die sich unterhalten, die zweite Frau und der Mann stehen leicht versetzt dahinter. Alle Personen sind überwiegend blau bekleidet, wobei die Frauen und das Mädchen jeweils ein blaues Kleid und der Fischer ein blaues Oberteil tragen. Die Hose des Fischers besteht aus einem hellen Stoff, wobei er die Hände in den Hosentaschen hält, außerdem trägt eine Fischermütze und schwarze Stiefel und raucht eine Zigarette.
Zwischen der Frau und dem Mädchen im Vordergrund steht auf einem grünen Schemel ein Holzgefäß; das Mädchen hält zudem eine Holzstange. Der Hintergrund wird von den Wänden sowie einer in einer Nische stehenden Truhe gebildet, zudem befindet sich „oben links ein Fenster, im Hintergrund eine Tür mit Schnitzwerk.“ An der rückwärtigen Wand hängen zudem ein Eimer und ein blaues Kleidungsstück.
Das Bild ist am unteren rechten Bildrand signiert mit den Worten
Corinth
1886..

## Entstehung
Das Bild entstand während eines Aufenthalts des Künstlers in der Kieler Bucht in Ellenberg nahe Kiel (Ortsteil der Stadt Kappeln). Im selben Haus malte er eine Studie mit zwei Frauen in blauen Kleidern und einem Kind (ebenfalls Im Fischerhaus, Öl auf Pappe).

## Ausstellungen und Provenienz
Das Bild wurde im Dezember 1930 von der Galerie Hugo Helbing in Berlin an einen anonymen Sammler verkauft, später tauchte es in der Galerie Wiltschek in Berlin auf. In der Folge wurde das Bild während der Zeit des Nationalsozialismus zwischen 1938 und 1945 beschlagnahmt und gelangte nach Österreich. Nach Angaben der 2. Auflage des  Werkverzeichnisses befand sich das Bild 1992 in Besitz des österreichischen Bundesministeriums für Finanzen in Wien.
Im Oktober 1996 erfolgte eine Rückgabe (Restitution) zahlreicher Kunstwerke, die in der Zeit des Nationalsozialismus beschlagnahmt wurden, an den Mauerbach Fund des Bundesverbandes der Israelitischen Kultusgemeinden Österreichs. Die Bilder wurden im selben Jahr für über 14,6 Millionen US$ verkauft, die für die Überlebenden des Holocaust verteilt werden sollten. Die Versteigerung von Im Fischerhaus erfolgte 2005 gemeinsam mit weiteren Werken im Auktionshaus Christie’s durch den Staat Österreich gemeinsam mit dem Bundesverband der Israelitischen Kultusgemeinden Österreich, der Gewinn sollte ebenfalls den Überlebenden des Holocaust zugutekommen. Gekauft wurde es für eine Privatsammlung im kalifornischen Rancho Palos Verdes, wo es bis 2023 verblieb. Am 1. Dezember 2023 wurde das Bild erneut versteigert, diesmal im Kunsthaus Lempertz in Köln.

## Belege
1. 1 2 3 4  Charlotte Berend-Corinth: Lovis Corinth. Werkverzeichnis. Neu bearbeitet von Béatrice Hernad. Bruckmann Verlag, München 1958, 1992; BC 42, S. 60. ISBN 3-7654-2566-4.
2. ↑  Charlotte Berend-Corinth: Lovis Corinth. Werkverzeichnis. Neu bearbeitet von Béatrice Hernad. Bruckmann Verlag, München 1958, 1992; BC 41, S. 60. ISBN 3-7654-2566-4.
3. ↑  Beschreibung des Lot Im Fischerhaus bei Christie’s zur Versteigerung 2005.
4. ↑  Beschreibung des Lot Im Fischerhaus beim Kunsthaus Lempertz 2023; abgerufen am 6. Dezember 2023.